# دای انتورد
دای انتورد (انگلیسی: Die Antwoord) گروه رپ اهل آفریقای جنوبی است که در سال ۲۰۰۸ در کیپ‌تاون تشکیل‌شده‌است. گروه توسط رپرهای نینجا و یولاندی ویسر و تهیه‌کننده «گاد» تشکیل شد.
دای انتورد اولین آلبوم‌شان «$O$» را در سال ۲۰۰۹ منتشر کردند و توجه جهانی را برای موزیک ویدئوی «Enter the Ninja» جلب کردند. بعد با اینتراسکوپ رکوردز قرارداد بستند، در سال ۲۰۱۱ آن‌ها ناشر خود «زف رکوردز» را یافتند، و دومین و سومین آلبوم‌های استودیویی‌شان را منتشر کردند، تنش (۲۰۱۲) و دانکر مگ (۲۰۱۴). آن‌ها چهارمین آلبوم استودیویی خود مونت نینجی اند دا نایس تایم کید را در سال ۲۰۱۶ منتشر کردند.

## ترانه‌شناسی

### موزیک ویدئو
| عنوان                 | سال  | کارگردان(ها)                     |
| --------------------- | ---- | -------------------------------- |
| "Wat Pomp"            | ۲۰۰۹ | دای انتورد                       |
| "Enter the Ninja"     | ۲۰۱۰ | راب مالپیج                       |
| "Evil Boy"            | ۲۰۱۰ | نینجا و راب مالپیج               |
| "Rich Bitch"          | ۲۰۱۱ | کبوس هلنایز و نینجا              |
| "Fok Julle Naaiers"   | ۲۰۱۱ | نینجا و راس گرت                  |
| "I Fink U Freeky"     | ۲۰۱۲ | راجر بالن و نینجا                |
| "Baby's on Fire"      | ۲۰۱۲ | نینجا و ترنس نیل                 |
| "Fatty Boom Boom"     | ۲۰۱۲ | نینجا، ترنس نیل و ساکی فاکین برگ |
| "Cookie Thumper!"     | ۲۰۱۳ | نینجا                            |
| "پیت بول تریر"        | ۲۰۱۴ | نینجا                            |
| "Ugly Boy"            | ۲۰۱۴ | نینجا                            |
| "Banana Brain"        | ۲۰۱۶ | نینجا و ترنس نیل                 |
| "Fat Faded Fuck Face" | ۲۰۱۶ | یولاندی ویسر                     |